# Фристайл на зимових Олімпійських іграх 2022 — слоупстайл (жінки)
Змагання з фристайлу в слоупстайлі серед жінок на зимових Олімпійських іграх 2022 відбулися 14 лютого (кваліфікація) і 15 лютого (фінал) в Сніговому парку Геньтін у Чжанцзякоу. Спочатку планували ці змагання провести 13 і 14 лютого, але перенесли через несприятливі погодні умови.
Чинною олімпійською чемпіонкою була Сара Геффлін. Також кваліфікувалися срібна медалістка Ігор-2018 Матільд Гремо і володарка бронзової медалі Ізабел Еткін. Келлі Сілдару очолювала залік Кубка світу 2021–2022 після трьох змагань, що відбулися перед Олімпійськими іграми, вигравши два з них. Ейлін Гу виграла зимові Всесвітні екстремальні ігри 2021 (другою була Еткін) і Чемпіонат світу 2021 року (на другому місці - Гремо).

## Результати
Спортсменки, що посіли 12 перших місць, потрапляють до фіналу.

### Кваліфікація
| Місце | Номер | Порядок | Ім'я                | Країна                     | 1-ша спроба   | 2-га спроба   | Краща         | Нотатки       |
| ----- | ----- | ------- | ------------------- | -------------------------- | ------------- | ------------- | ------------- | ------------- |
| 1     | 2     | 4       | Келлі Сілдару       | Естонія                    | 80.96         | 86.15         | 86.15         | Q             |
| 2     | 5     | 5       | Юганна Кіллі        | Норвегія                   | 81.48         | 86.00         | 86.00         | Q             |
| 3     | 3     | 1       | Ейлін Гу            | Китай                      | 57.28         | 79.38         | 79.38         | Q             |
| 4     | 10    | 14      | Меггі Войсін        | США                        | 72.78         | 65.93         | 72.78         | Q             |
| 5     | 16    | 27      | Анастасія Таталіна  | Олімпійський комітет Росії | 63.85         | 72.03         | 72.03         | Q             |
| 6     | 9     | 16      | Кірсті Мюїр         | Велика Британія            | 70.11         | 63.91         | 70.11         | Q             |
| 7     | 12    | 21      | Марін Гемілл        | США                        | 69.43         | 37.36         | 69.43         | Q             |
| 8     | 18    | 12      | Сільвія Бертанья    | Італія                     | 65.25         | 68.90         | 68.90         | Q             |
| 9     | 1     | 3       | Тесс Ледо           | Франція                    | 22.13         | 68.13         | 68.13         | Q             |
| 10    | 14    | 17      | Кейті Саммергейс    | Велика Британія            | 66.56         | 59.11         | 66.56         | Q             |
| 11    | 17    | 23      | Олівія Асселен      | Канада                     | 64.68         | 6.75          | 64.68         | Q             |
| 12    | 7     | 7       | Матільд Гремо       | Швейцарія                  | 39.41         | 63.46         | 63.46         | Q             |
| 13    | 6     | 9       | Меґан Олдем         | Канада                     | 6.45          | 63.10         | 63.10         |               |
| 14    | 15    | 13      | Лара Вольф          | Австрія                    | 62.56         | 24.38         | 62.56         |               |
| 15    | 24    | 10      | Анні Кярявя         | Фінляндія                  | 55.80         | 61.73         | 61.73         |               |
| 16    | 19    | 24      | Марго Гакетт        | Нова Зеландія              | 54.93         | 37.28         | 54.93         |               |
| 17    | 27    | 20      | Алія Делія Айхінґер | Німеччина                  | 26.45         | 50.68         | 50.68         |               |
| 18    | 20    | 11      | Даріан Стівенс      | США                        | 6.18          | 50.01         | 50.01         |               |
| 19    | 13    | 18      | Сандра Ейє          | Норвегія                   | 49.08         | 31.31         | 49.08         |               |
| 20    | 4     | 2       | Сара Геффлін        | Швейцарія                  | 35.38         | 48.96         | 48.96         |               |
| 21    | 21    | 15      | Ксенія Орлова       | Олімпійський комітет Росії | 45.31         | 32.20         | 45.31         |               |
| 22    | 28    | 6       | Домінік Охачо       | Чилі                       | 17.28         | 44.85         | 44.85         |               |
| 23    | 26    | 26      | Ян Шуожуй           | Китай                      | 18.46         | 39.05         | 39.05         |               |
| 24    | 25    | 25      | Elisa Maria Nakab   | Італія                     | 8.60          | 32.70         | 32.70         |               |
| 25    | 22    | 8       | Лаура Вальнер       | Австрія                    | 30.36         | 30.70         | 30.70         |               |
| 26    | 29    | 19      | Ебі Гарріґан        | Австралія                  | 16.10         | 26.31         | 26.31         |               |
| 27    | 12    | 22      | Керолайн Клер       | США                        | Не стартувала | Не стартувала | Не стартувала | Не стартувала |

### Фінал
Марін Гемілл потрапила до фіналу, але не змогла в ньому взяти участь через травму.
| Місце | Номер | Порядок | Ім'я               | Країна                     | 1-ша спроба | 2-га спроба | 3-тя спроба | Найкраща |
| ----- | ----- | ------- | ------------------ | -------------------------- | ----------- | ----------- | ----------- | -------- |
| 1     | 7     | 1       | Матільд Гремо      | Швейцарія                  | 1.10        | 86.56       | 46.96       | 86.56    |
| 2     | 3     | 10      | Ейлін Гу           | Китай                      | 69.90       | 16.98       | 86.23       | 86.23    |
| 3     | 2     | 12      | Келлі Сільдару     | Естонія                    | 82.06       | 46.71       | 78.75       | 82.06    |
| 4     | 16    | 8       | Анастасія Таталіна | Олімпійський комітет Росії | 39.38       | 74.16       | 75.51       | 75.51    |
| 5     | 10    | 9       | Меггі Войсін       | США                        | 35.48       | 74.28       | 66.03       | 74.28    |
| 6     | 5     | 11      | Юганна Кіллі       | Норвегія                   | 24.86       | 73.11       | 71.78       | 73.11    |
| 7     | 1     | 4       | Тесс Ледо          | Франція                    | 72.91       | 23.08       | 28.81       | 72.91    |
| 8     | 9     | 7       | Кірсті Мюїр        | Велика Британія            | 41.86       | 71.30       | 69.21       | 71.30    |
| 9     | 14    | 3       | Кейті Саммергейс   | Велика Британія            | 60.01       | 64.75       | 23.31       | 64.75    |
| 10    | 18    | 5       | Сільвія Бертанья   | Італія                     | 48.50       | 61.85       | 7.83        | 61.85    |
| 11    | 17    | 2       | Олівія Асселен     | Канада                     | 16.83       | DNS         | DNS         | 16.83    |
| 12    | 12    | 6       | Марін Гемілл       | США                        | DNS         | DNS         | DNS         | DNS      |